# シンデレラ・ボーイ (映画)
『シンデレラ・ボーイ』（原題：No Retreat, No Surrender）は、1986年公開のアメリカ合衆国の映画。
香港のシーゾナルフィルムが、海外での配給を意識して作られた、空手を題材としたアクション映画。アクションスターとしてブレイクする前のジャン＝クロード・ヴァン・ダムが悪役で出演しているほか、ブルース・リーのものまね俳優として知られるタン・ロンことキム・ダイ・チョンが“ブルース・リーの霊”役で出演している。原題の意味は「退却なし、降参なし」。日本での新版ビデオタイトルは『ノーサレンダー』。アメリカではブルーレイ化の際に、映画館で上映イベントが開催される等、現在でも根強い人気を誇っている。

## あらすじ
ロサンゼルスに住む少年ジェイソンは空手道場を経営する父の影響で自身も空手をやっており、なおかつブルース・リーの大信奉者である。
ある日、父の経営する道場が犯罪組織が支配し全米展開をはかる悪徳空手道場の傘下に入ることを勧誘されるが父はこれを拒否、彼らの手下で凄腕のロシア人空手家クラシンスキーと戦って敗れ、道場を取られてしまう。
ジェイソン一家はシアトルヘ引っ越し、新しい生活を始める。ジェイソンはそこでケリーという美しい少女と知り合うが、ケリーの兄で全米空手チャンピオンのイアンの門下生で彼女に好意を寄せる不良少年から嫌がらせを受けたうえ、練習試合で屈辱的に敗れ、おまけに父からは空手を禁じられてしまい、失意のどん底に。
そんなある夜、彼のもとに憧れのブルース・リーの霊が現れ、特訓を授けてくれるという。リーの特訓のもと、ジェイソンは懸命に練習に打ち込み、そのかいあって、ジェイソンの腕前は次第に上達していく。
その頃、例の悪徳空手道場がシアトル進出を図ってくる。彼らの次のターゲットになったのはイアンであった。イアンは彼らの策略にはまり、エキシビションマッチを開催することになる。試合当日、3対3での試合のはずが悪徳道場側の選手はクラシンスキー1人で、イアン側の3選手は反則も辞さないクラシンスキーに次々と倒され、イアンも敗れてしまう。
観戦していたジェイソンはたまりかねて試合に飛び入り参戦、「武とは暴力を止めることである」というリーの教えを胸に、クラシンスキーと最後の対決に挑む。

## キャスト
| 役名                                           | 俳優                           | 日本語吹替                                                                                  |
| 役名                                           | 俳優                           | 日本テレビ版                                                                                |
| ---------------------------------------------- | ------------------------------ | ------------------------------------------------------------------------------------------- |
| ジェイソン・スティルウェル                     | カート・マッキニー             | 関俊彦                                                                                      |
| イワン・クラシンスキー                         | ジャン＝クロード・ヴァン・ダム | 堀之紀                                                                                      |
| R・J・マディソン                               | J・W・フェルス                 | 柴本浩行                                                                                    |
| ケリー・ライリー                               | キャシー・シレーノ             | 冬馬由美                                                                                    |
| ブルース・リーの霊                             | キム・ダイ・チョン             | 大塚芳忠                                                                                    |
| トム・スティルウェル（ジェイソンの父）         | ティム・ベイカー               | 樋浦勉                                                                                      |
| ニューヨークのギャング（クラシンスキーのボス） | ジョー・ヴァンス               | 納谷六朗                                                                                    |
| その他                                         |                                | 塩屋翼 谷口節 嶋俊介 藤本譲 鈴木勝美 中博史 鈴鹿千春 森利也 石田彰 紗ゆり 前田雅恵 岡村明美 |
|                                                |                                |                                                                                             |
| 演出                                           |                                | 壺井正                                                                                      |
| 翻訳                                           |                                | 江川由里子                                                                                  |
| 調整                                           |                                | 飯塚秀保                                                                                    |
| 効果                                           |                                | PAG                                                                                         |
| 担当                                           |                                | 吉田啓介                                                                                    |
| プロデューサー                                 |                                | 垂水保貴 （日本テレビ）                                                                     |
| プロデューサー補                               |                                | 宮下政子                                                                                    |
| 制作                                           |                                | グロービジョン                                                                              |
| 初回放送                                       |                                | 1991年5月10日 『金曜ロードショー』 21:00-22:52 最高視聴率13.3％                             |